# バディ・ライス
バディ・ライス（Buddy Rice、1976年1月31日 - ）は、アメリカ合衆国のレーシングドライバー。2004年インディ500、2009年デイトナ24時間レース優勝者。

## 初期の経歴
ライスはフェニックスで、元ドラッグレーサーの息子として生まれる。祖父はインディアナポリス出身で、ライスの父親にレースへの興味を伝えた。ライスが初めてレースに出会ったのは6歳の時であった。11歳でカートレースを始めたが、高校時代は野球に取り組み、大学およびプロのスカウトの注意を引きつけた。しかしながら、ライスは父親と共にレースを仕事にしていくと決めた。
プロレーサーとしての経歴は1996年に始まり、U.S．F2000に出場する。2番手からスタートし8位でフィニッシュした。彼はまたダッジ・シェルビー・プロ・シリーズにも出場し、ラスベガスではポールトゥウィンを達成した。
1997年はリンクス・レーシング / DSTPモータースポーツからF2000に参加し、フェニックスで優勝、ランキングは4位となった。また、バルボリン・チームUSAスカラーシップでも優勝、ヨーロッパで行われたネイションカップではアメリカ代表となった。
1998年はナザレスでポールトゥウィンを達成した。トヨタ・アトランティックシリーズではランキング7位となり、ジル・ヴィルヌーヴ・メモリアル・アウォードを獲得した。1999年はリンクス・レーシングからトヨタ・アトランティックに参戦、ランキング5位となる。
2000年はシリーズタイトルを獲得し、レッドブル・チーバー・レーシングの興味を引いた。2001年11月、カリフォルニアでチーバー・レーシングのテストを受けた。

## インディカー
2002年、ライスはレッドブル・チーバー・レーシングからインディカー・シリーズへのデビューを果たし、8月にミシガンで最初のレースに臨んだ。当初はクラッシュしがちなトーマス・シェクターの代役として起用されたが、オーナーのエディ・チーバーはシェクターの契約が最初に思ったよりも堅く保護されていることに気づいた。チームはエントリーを3台に増やし（オーナーのチーバーによる）、ベストのクルーと最良のパーツをライスに与えた。ライスは数インチの差でシェクターに敗れたが、シリーズで記録を残した。彼は最終5戦に出走したが、トップ10フィニッシュ4回、トップ5フィニッシュ2回という結果であった。
2003年はレッドブル・チーバー・レーシングから16戦中13戦に参加したが、最終3戦はより経験豊富なアレックス・バロンに取って代わられた。
2003年11月、ライスはホームステッド＝マイアミ・スピードウェイで行われたクラフツマン・トラック・シリーズに出場した。ケニー・ブラックがテキサス・モーター・スピードウェイでクラッシュ、負傷したためその代役としてボビー・レイホールに採用されたためであった。
2004年、ライスは雨で短縮されたインディ500で、ポールトゥウィンを達成した。これは彼にとってインディカーにおける初勝利であった。その年は5回のポール、3勝を挙げリードラップ342周を記録、シリーズランキング3位となる。インディ500での勝利後、スポンサーは好きな車を買ってもいいと告げ、彼は1949年型のマーキュリー・エイトを購入した。

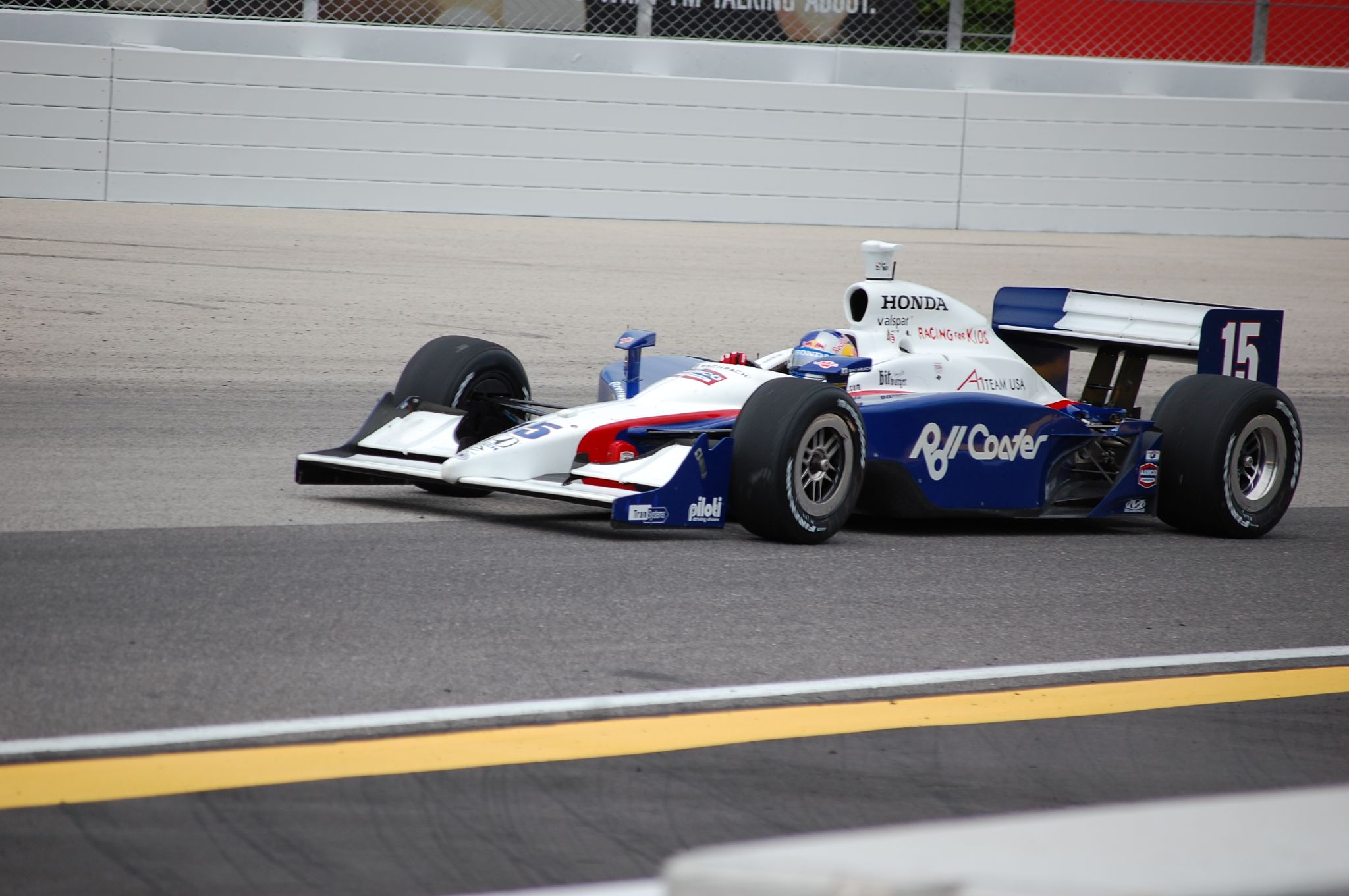
ミルウォーキー・マイルで、2007年

2005年はヴィトール・メイラ、ダニカ・パトリックをチームメイトとしてシリーズに臨んだ。しかしながらインディ500ではプラクティスで負傷、決勝に出場することはできなかった。そして皮肉なことに、ケニー・ブラックがライスの代役を務めた。
2006年はチームメイトのポール・ダナがホームステッド＝マイアミ・スピードウェイで事故死するという悲劇で幕が開けた。ライスとダニカ・パトリックはすぐにレースから撤退した。ライスのシーズン開幕は次戦のセントピーターズバーグからとなった。インディ500はエリオ・カストロネベスと接触、クラッシュし早々に終わった。インディカー・シリーズの終了後、彼はチャンプカー・ワールド・シリーズ、メキシコでの最終戦にフォーサイス・レーシングから出場、10位でフィニッシュした。
2007年、ライスはドレイヤー&レインボールド・レーシングに加わりサラ・フィッシャーのチームメイトとなる。シーズン後半でトップ5フィニッシュ3回、ランキングは9位となり2004年以来最良の成績となる。2008年も同チームから出場し、ワトキンズ・グレンで4位に入賞したが、ランキングは16位であった。
2008年にチームと契約を解除し、2009年はインディカー・シリーズに参加しなかった。レッドブルとの長年のパートナーシップも期限が切れ、更新されなかった。
2011年はパンサー・レーシングからJ.R.ヒルデブランドのチームメイトとしてインディ500に出場、44番車をドライブした。

## A1グランプリ
2007-08年シーズン、ライスはA1チーム・アメリカと契約し、A1グランプリに参戦した。序盤4戦に出走したが、ザントフォールトでの13位が最高位で、ジョナサン・サマートンと交代した。

## パーソナル
ライスはクラシックカーの収集とレストアが趣味である。妻のマーゴットとの時間を大切にし、第1子のミナは2008年4月9日に誕生した。現在はロレックス・スポーツカーシリーズに参戦する。2010年のワトキンズ・グレン6時間で初の表彰台に上った。そのレースでは左のシューズが脱げたままで完走した。

## 記録

### アメリカン・オープンホイール
(key) （太字はポールポジション、斜体はファステストラップ）

#### アトランティック・チャンピオンシップ
| 年   | チーム               | 1      | 2      | 3     | 4      | 5      | 6      | 7      | 8      | 9     | 10     | 11    | 12     | 13  | 順位 | ポイント |
| ---- | -------------------- | ------ | ------ | ----- | ------ | ------ | ------ | ------ | ------ | ----- | ------ | ----- | ------ | --- | ---- | -------- |
| 1998 | リンクス・レーシング | LBH 14 | NAZ 1  | GAT 4 | MIL 11 | MTL 3  | CLE 3  | TOR 25 | TRR 20 | MDO 2 | ROA 26 | VAN 5 | LS 5   | HOU | 7位  | 108      |
| 1999 | リンクス・レーシング | LBH 4  | NAZ 6  | GAT 6 | MIL 3  | MTL 2  | ROA 2  | TRR 21 | MDO 16 | CHI 5 | VAN 4  | LS 2  | HOU 16 |     | 5位  | 113      |
| 2000 | DSTPモータースポーツ | HMS1 2 | HMS2 1 | LBH 1 | MIL 17 | MTL 28 | CLE 1  | TOR 2  | TRR 1  | ROA 1 | LS 3   | GAT 2 | HOU 3  |     | 1位  | 185      |
| 2002 | DSTPモータースポーツ | MTY    | LBH    | MIL   | LS 8   | POR 11 | CHI 11 | TOR 6  | CLE 13 | TRR   | ROA    | MTL   | DEN    |     | 17位 | 31       |

#### インディカー
| 年   | チーム                                | シャシー  | エンジン       | 1       | 2       | 3       | 4        | 5        | 6       | 7      | 8       | 9       | 10      | 11      | 12       | 13      | 14      | 15     | 16      | 17      | 18      | 19      | 順位 | ポイント |
| ---- | ------------------------------------- | --------- | -------------- | ------- | ------- | ------- | -------- | -------- | ------- | ------ | ------- | ------- | ------- | ------- | -------- | ------- | ------- | ------ | ------- | ------- | ------- | ------- | ---- | -------- |
| 2002 | レッドブル・チーバー                  | ダラーラ  | インフィニティ | HMS     | PHX     | FON     | NZR      | INDY     | TXS     | PPIR   | RIR     | KAN     | NSH     | MIS 2   | KTY 12   | STL 4   | CHI 9   | TX2 6  |         |         |         |         | 22位 | 140      |
| 2003 | レッドブル・チーバー                  | ダラーラ  | シボレー       | HMS 16  | PHX 9   | MOT 13  | INDY 11  | TXS 14   | PPIR 9  | RIR 9  | KAN Ret | NSH 18  | MIS 11  | STL 14  | KTY 11   | NZR 10  | CHI     | FON    | TX2     |         |         |         | 16位 | 229      |
| 2004 | レイホール・レターマン・レーシング    | Gフォース | ホンダ         | HMS 7   | PHX 9   | MOT 6   | INDY 1   | TXS Ret  | RIR 6   | KAN 1  | NSH 6   | MIL 2   | MIS 1   | KTY 2   | PPIR Ret | NZR 4   | CHI Ret | FON 5  | TX2 Ret |         |         |         | 3位  | 485      |
| 2005 | レイホール・レターマン・レーシング    | パノス    | ホンダ         | HMS Ret | PHX Ret | STP 7   | MOT 3    | INDY Inj | TXS Ret | RIR 11 | KAN 10  | NSH Ret | MIL Ret | MIS Ret | KTY 14   | PPIR 11 | SNM 2   | CHI 13 | WGL Ret | FON 12  |         |         | 15位 | 295      |
| 2006 | レイホール・レターマン・レーシング    | パノス    | ホンダ         | HMS WD1 | STP Ret | MOT 5   | INDY Ret | WGL 4    |         |        |         |         |         |         |          | SNM 15  |         |        |         |         |         |         | 15位 | 234      |
| 2006 | レイホール・レターマン・レーシング    | ダラーラ  | ホンダ         |         |         |         |          |          | TXS Ret | RIR 13 | KAN Ret | NSH Ret | MIL 11  | MIS 13  | KTY 15   |         | CHI 13  |        |         |         |         |         | 15位 | 234      |
| 2007 | ドレイヤー&レインボールド・レーシング | ダラーラ  | ホンダ         | HMS 10  | STP 10  | MOT 10  | KAN Ret  | INDY Ret | MIL Ret | TXS 8  | IOW 4   | RIR 5   | WGL 6   | NSH Ret | MDO 8    | MIS 5   | KTY 12  | SNM 11 | DET Ret | CHI 9   |         |         | 9位  | 360      |
| 2008 | ドレイヤー&レインボールド・レーシング | ダラーラ  | ホンダ         | HMS 11  | STP 15  | MOT2 12 | LBH2 DNP | KAN Ret  | INDY 8  | MIL 10 | TXS 8   | IOW Ret | RIR Ret | WGL 4   | NSH 7    | MDO 20  | EDM 11  | KTY 10 | SNM 11  | DET Ret | CHI Ret | SRF3 10 | 16位 | 306      |
| 2011 | パンサー・レーシング                  | ダラーラ  | ホンダ         | STP     | ALA     | LBH     | SAO      | INDY 18  | TXS1    | TXS2   | MIL     | IOW     | TOR     | EDM     | MDO      | NHM     | SNM     | BAL    | MOT     | KTY 9   | LVS C   |         | 34位 | 42       |

1 レイホール・レターマン・レーシングはライスとダニカ・パトリックの両名を、ポール・ダナがプラクティスで事故死した後撤退させた。
2 同日開催
3 ノンタイトル戦
| 年 | チーム | 出走数 | ポールポジション | 勝利数 | 表彰台 (勝利以外)** | トップ10 (表彰台以外)*** | インディ500勝利数 | チャンピオン獲得数 |
| -- | ------ | ------ | ---------------- | ------ | ------------------- | ------------------------ | ----------------- | ------------------ |
| 8  | 4      | 99     | 5                | 3      | 5                   | 35                       | 1 (2004)          | 0                  |

#### インディ500
| 年   | シャシー  | エンジン | スタート       | フィニッシュ   | チーム                    |
| ---- | --------- | -------- | -------------- | -------------- | ------------------------- |
| 2003 | ダラーラ  | シボレー | 19             | 11             | チーバー                  |
| 2004 | Gフォース | ホンダ   | 1              | 1              | レイホール・レターマン    |
| 2005 | パノス    | ホンダ   | Practice crash | Practice crash | レイホール・レターマン    |
| 2006 | パノス    | ホンダ   | 14             | 26             | レイホール・レターマン    |
| 2007 | ダラーラ  | ホンダ   | 16             | 25             | ドレイヤー&レインボールド |
| 2008 | ダラーラ  | ホンダ   | 17             | 8              | ドレイヤー&レインボールド |
| 2011 | ダラーラ  | ホンダ   | 7              | 18             | パンサー                  |

#### チャンプカー
| 年   | チーム                                       | シャシー       | エンジン     | 1   | 2   | 3   | 4   | 5   | 6   | 7   | 8   | 9   | 10  | 11  | 12  | 13  | 14     | 順位 | ポイント |
| ---- | -------------------------------------------- | -------------- | ------------ | --- | --- | --- | --- | --- | --- | --- | --- | --- | --- | --- | --- | --- | ------ | ---- | -------- |
| 2006 | フォーサイス・チャンピオンシップ・レーシング | ローラ・B02/00 | フォード XFE | LBH | HOU | MTY | MIL | POR | CLE | TOR | EDM | SJO | DEN | MTL | ROA | SRF | MXC 10 | 23位 | 11       |

### A1グランプリ
(key) （太字はポールポジション、斜体はファステストラップ）
| 年      | エントラント | 1          | 2          | 3          | 4          | 5       | 6       | 7       | 8       | 9       | 10      | 11      | 12      | 13      | 14      | 15      | 16      | 17      | 18      | 19      | 20      | DC   | ポイント |
| ------- | ------------ | ---------- | ---------- | ---------- | ---------- | ------- | ------- | ------- | ------- | ------- | ------- | ------- | ------- | ------- | ------- | ------- | ------- | ------- | ------- | ------- | ------- | ---- | -------- |
| 2007-08 | USA          | NED SPR 22 | NED FEA 13 | CZE SPR 16 | CZE FEA 15 | MYS SPR | MYS FEA | ZHU SPR | ZHU FEA | NZL SPR | NZL FEA | AUS SPR | AUS FEA | RSA SPR | RSA FEA | MEX SPR | MEX FEA | SHA SPR | SHA FEA | GBR SPR | GBR SPR | 12位 | 56       |

## 参照
1. ↑  “アーカイブされたコピー”. 2008年7月5日時点のオリジナルよりアーカイブ。2009年12月21日閲覧。
2. ↑  http://www.jockbio.com/Bios/Buddy/Buddy_bio.html
3. ↑  http://pantherracing.com/news/index.cfm?cid=42562
4. ↑  Buddy Rice, an American champion, to drive for A1 TEAM USA in season opener at Zandvoort Archived 2007年10月11日, at the Wayback Machine., A1 Grand Prix, September 25, 2007. Retrieved 2009-12-8.
5. ↑  It's a Girl! Congrats to Buddy and Michelle Rice Archived 2009年2月24日, at the Wayback Machine., Paddock Talk, last accessed May 6, 2008